# 狗头车
狗头车，也称独轮车、鸡头车，是湖北省农村的一种旧款农具。

## 特点
其构造为铁制梯形箱子一样的架子，下安两根木头，底部安装一个胶轮，因此得名独轮车。形状又似狗头，在鄂东地区得名“狗头车”（在江汉平原和鄂西等地称为“鸡公车”、在孝感一带称其为“二线手”）。主要用途是运送泥土、肥料、粪肥等。1960年代后狗头车逐步被淘汰。